# Pat Calathes
Patrick Sean „Pat“ Calathes (griechisch Πατ Καλάθης Pat Kalathis, * 12. Dezember 1985 in Casselberry, Florida) ist ein ehemaliger US-amerikanisch-griechischer Basketballspieler.

## Karriere
Seine Karriere begann Calathes 2007 an der Saint Joseph’s University, wo er für zwei Jahre bei den Saint Joseph’s Hawks spielte und 2008 an der NCAA Division I Basketball Championship teilnahm. Im Sommer 2008 unterzeichnete Calathes seinen ersten Profivertrag und wechselte in die A1 Ethniki zum griechischen Erstligisten GS Marousi. In 63 Erstligaspielen verzeichnete Calathes im Schnitt 4,5 Punkte und 2,3 Rebounds. 2010 wechselte er vorzeitig zum Ligakonkurrenten Kolossos Rhodos, wo er zum Stammspieler aufstieg und seine Statistiken deutlich steigern konnte (14,3 Punkte und 8,1 Rebounds pro Spiel). In der Saison 2011/12 stand er beim griechischen Rekordmeister Panathinaikos Athen unter Vertrag und konnte dort den griechischen Vereinspokal gewinnen. 2012/13 gewann er mit Maccabi Haifa die israelische Meisterschaft. Für die Saison 2013/14 unterschrieb er einen Vertrag bei BK Astana.
Im Dezember 2017 gab Calathes bekannt, sich vom aktiven Leistungssport zurückziehen zu wollen.

## Nationalmannschaft
2011 debütierte Calathes bei der griechischen Nationalmannschaft und nahm für diese an der Vorbereitung zur Europameisterschaft 2011 in Litauen teil.

## Erfolge
- Kasachischer Meister: 2014, 2015
- Kasachischer Pokalsieger: 2014
- Israelischer Meister: 2013
- Griechischer Pokalsieger: 2012

## Auszeichnungen
- MVP des israelischen Meisterschaftsfinales: 2013
- Teilnahme am griechischen All-Star-Game: 2011
- All Atlantic-10 Third Team: 2007
- All Atlantic-10 First Team: 2008
- All Big 5 Team: 2008
- Big 5 Co-Player of the Year: 2008

## Trivia
- Calathes’ jüngerer Bruder Nick ist ebenfalls Basketballprofi. In der Saison 2011/12 spielten beide gemeinsam für Panathinaikos Athen.